# Nectandra longicaudata
Nectandra longicaudata (Lundell) C.K.Allen – gatunek rośliny z rodziny wawrzynowatych (Lauraceae Juss.). Występuje naturalnie w Hondurasie, Gwatemali oraz południowej części Meksyku. 

## Morfologia
PokrójZimozielone drzewo dorastające do 10 m wysokości.
LiścieMają eliptyczny kształt. Mierzą 5–10 cm długości oraz 2–4,5 szerokości. Nasada liścia jest ostrokątna. Liść na brzegu jest całobrzegi. Wierzchołek jest spiczasty. Ogonek liściowy jest nagi i dorasta do 4–10 mm długości.
KwiatySą zebrane w wiechy. Rozwijają się w kątach pędów. Dorastają do 2–7 cm długości. Płatki okwiatu pojedynczego mają eliptyczny kształt i białą barwę. Są niepozorne – mierzą 2–3 mm średnicy.
OwoceMają elipsoidalny kształt. Osiągają 14–22 mm długości oraz 12–16 mm średnicy.

## Biologia i ekologia
Rośnie w lasach o dużej wilgotności. Występuje na terenach nizinnych.